# If I Were a Bell
If I Were a Bell ist eine Komposition von Frank Loesser (1910–1969).
Loesser schrieb den Song für das Broadway-Musical Guys and Dolls, das im November 1950 uraufgeführt wurde. In der Show wird If I Were a Bell von „Sister Sarah“ gesungen, bei der Uraufführung von Isabel Bigley dargestellt.
Durch die Aufnahme von Miles Davis auf dem Album Relaxin’ with the Miles Davis Quintet von 1956 wurde der Titel zu einem viel gespielten Jazzstandard. Die Komposition hatte bis 1965 (Plugged Nickel) einen festen Platz im Repertoire von Miles Davis und erschien auf vielen Liveaufnahmen. Danach wurde der Song von unzähligen Musikern des Modern Jazz gespielt. Er wurde dabei so stark mit Miles Davis verbunden, dass er oft irrtümlicherweise für dessen eigene Komposition gehalten wird.
Keith Jarrett nahm den Titel 1995 zusammen mit Gary Peacock und Jack DeJohnette, dem so genannten „Standards Trio“, bei Live-Auftritten im Blue Note auf. Weitere bedeutende Einspielungen von If I Were a Bell stammen von Ella Fitzgerald, Milt Jackson und Ray Brown, Joe Pass und Shelly Manne & His Men.